# Leptochiton vitjazae
Leptochiton vitjazae is een keverslakkensoort uit de familie van de Leptochitonidae. De wetenschappelijke naam van de soort is voor het eerst geldig gepubliceerd in 1977 door Sirenko.